# Reginald Harris
Pour les articles homonymes, voir Harris.
Reginald Hargreaves Harris, dit Reg Harris (né le 1er mars 1920 et mort 22 juin 1992) est un coureur cycliste anglais. Il a été champion du monde de vitesse amateurs en 1947, et professionnels en 1949, 1950, 1951 et 1954. Il a également remporté deux médailles d'argent aux Jeux olympiques de 1948, en vitesse et en tandem. Il est considéré comme l'un des cyclistes britanniques les plus illustres. Après douze années sans compétition, il a repris sa carrière de coureur durant les années 1970, remportant un titre de champion de Grande-Bretagne.

## Biographie

### Enfance et jeunesse
Reginald Hargreaves naît dans le hameau de Birtle, près de Bury, dans le Lancashire. Son père, musicien, meurt lorsqu'il a 6 ans. Sa mère se remarie et Reginald prend le nom de son beau-père, un ouvrier du textile nommé Harris.
Reginald Harris quitte l'école sans qualification. Son premier emploi est apprenti mécanicien à Bury. Durant cette période, à l'âge de 14 ans, il achète sa première bicyclette et s'inscrit à une compétition organisée par le fabricant de cycle Hercules. Ses capacités attirent l'attention d'autres cyclistes et Harris rejoint le Cyclists' Touring Club et son antenne de compétition, le Lancashire Road Club. En 1935, il gagne sa première compétition, une course d'un demi-mile avec handicap disputée sur une piste de gazon à Bury. Il commence également à disputer des courses contre-la-montre.

### Carrière amateure
Harris quitte son emploi de mécanicien pour une usine de pantoufles, puis, au début de l'année 1936, il trouve un poste dans une papeterie qui le paye suffisamment en hiver pour passer l'été à s'entraîner et disputer des courses. En 1936, il participe et remporte ses premières compétitions sur une vraie piste, au Fallowfield Stadium à Manchester.
Au début de l'année 1937, il estime pouvoir subvenir à ses besoins en tant qu'athlète et quitte la papeterie pour se consacrer à la saison cycliste estivale, puis revient à la papeterie l'hiver venu. Il procède de la même manière en 1938. Il continue de gagner des courses et d'attirer l'attention et, à l'été 1938, parvient à battre le champion britannique de vitesse. À la fin de la saison, il rejoint le Manchester Wheelers' Club et, en 1939, gagne une course importante à Coventry, qui lui permet d'être sélectionné aux championnats du monde à Milan. Il se rend à Milan et se familiarise avec le vélodrome Vigorelli lorsque la Seconde Guerre mondiale éclate. L'équipe britannique est rappelée au Royaume-Uni.
Harris rejoint les 10th Royal Hussars dans la guerre du désert en tant que conducteur de char. Il est cependant blessé et est déclaré invalide. Malgré l'avis des médecins militaires, il remporte en 1944 le titre national des 1000 yards, du quatre de mile et des 5 miles. Il conserve les deux premiers titres en 1945 et y ajoute le demi-mile sur gazon. Il est invité à courir à Paris en 1945 et impressionne la foule. Alors qu'il est attendu aux championnats du monde en 1946 à Zurich, ses chances sont ruinées par un massage d'avant-course trop appuyé.
Lorsque Harris remporte le titre de champion du monde de vitesse amateurs à Paris en 1947, il est déjà employé et équipé par le fabricant de cycles Claud Butler et teste les limites de l'amateurisme. Le monde du cyclisme s'attend à ce que Harris remporte trois titres aux Jeux olympiques de 1948 (vitesse, tandem et kilomètre) mais trois mois avant les Jeux, il se fracture deux vertèbres lors d'un accident de la route. Après son hospitalisation, il reprend l'entraînement et la compétition, et tombe durant une course de 10 miles à Fallowfield, se fracturant cette fois le coude. Achevant sa préparation dans un plâtre, il décroche deux médailles d'argent. Il est battu par l'Italien Mario Ghella en finale de la vitesse, et se classe deuxième de la course en tandem avec Alan Bannister. En raison de contraintes d'emploi du temps, la place de Harris au kilomètre est prise par Tommy Godwin, médaillé de bronze. Deux semaines plus tard, Harris décroche la médaille de bronze de la vitesse aux championnats du monde à Amsterdam.

### Carrière professionnelle
À son retour d'Amsterdam, Harris devient professionnel, avec pour sponsor la société Raleigh. En 1949, il remporte le championnat du monde de vitesse professionnel à Copenhague. Il renouvelle la performance les deux années suivantes à Rocourt et Milan. Il acquiert un quatrième et dernier titre à Cologne en 1954. Il est alors l'un des sportifs les plus illustres du Royaume-Uni et gagne 12 000 livre sterling par an. Il reçoit de l'association des journalistes sportifs du Royaume-Uni le titre de sportif de l'année en 1950, étant second du classement en 1949 et 1951.
Il se retire de la compétition en 1957 pour se consacrer à ses affaires, aucune d'entre elles ne correspondant à ses goûts et compétences. Il dirige le stade de Fallowfield, renommé  Harris Stadium. Il est impliqué dans plusieurs entreprises manquées avec Raleigh et lance une fabrique de cycle « Reg Harris » à Macclesfield, qui tient 3 ans avant de fermer. Il travaille à la promotion des imperméables Gannex, pour travaille pour deux fabricants de mousse de plastique.
En 1971, il revient à la compétition et remporte la médaille de bronze du championnat de Grande-Bretagne à Birmingham sans aucune préparation. Avec davantage d'entraînement, il bat Trevor Bull (en) aux championnats britanniques à Leicester en 1974, pour remporter le titre à l'âge de 54 ans. En 1975, il retourne à Leicester mais est cette fois battu par Bull en finale et doit se contenter de la médaille d'argent. Il continue la compétition presque jusqu'à sa mort.
Reginald Harris a été marié trois fois. Ses deux premiers mariages (en 1944 avec Florence Stage puis avec Dorothy Hadfield) se sont conclus par un divorce. Il se marie avec Jennifer Anne Geary en 1970. Il meurt à Macclesfield d'une attaque. Il est enterré à l'église St John à Chelford, dans le nord du Cheshire.
Un mémorial lui est dédié au vélodrome de Manchester.
Il est évoqué dans le 381e des 480 souvenirs cités par Georges Perec dans Je me souviens

## Palmarès

### Jeux olympiques
- Londres 1948
  -  Médaillé d'argent de la vitesse
  -  Médaillé d'argent du tandem (avec Alan Bannister)

### Championnats du monde
- 1947 (amateurs)
  -  Champion du monde de vitesse amateurs

- 1948 amateurs
  -  Médaillé de bronze de la vitesse amateurs

- 1949
  -  Champion du monde de vitesse

- 1950
  -  Champion du monde de vitesse

- 1951
  -  Champion du monde de vitesse

- 1953
  -  Médaillé de bronze de la vitesse

- 1956
  -  Médaillé d'argent de la vitesse

### Championnats nationaux
- Champion de Grande-Bretagne de vitesse en 1944, 1945, 1946, 1947 et 1974
- Champion de Grande-Bretagne de poursuite par équipes en 1947

### Autres compétitions
- Prix Alfred Riguelle : 1946
- Grand Prix du Conseil municipal : 1949, 1950 et 1952
- Grand Prix de Copenhague : 1949, 1954, 1955, 1956, 1957
- Grand Prix d’Anvers : 1950
- Grand Prix de Paris : 1951, 1956
- Grand Prix de Bordeaux : 1952

## Sources
- Fiche avec photo du pistard dans l'encyclopédie Le cyclisme de A à Z de Robert Descamps parue dans Le miroir du cyclisme, en 1974.

- (en) Cet article est partiellement ou en totalité issu de l’article de Wikipédia en anglais intitulé « Reg Harris » (voir la liste des auteurs).